# Thyas miniacea
Thyas miniacea là một loài bướm đêm trong họ Erebidae.

## Hình ảnh

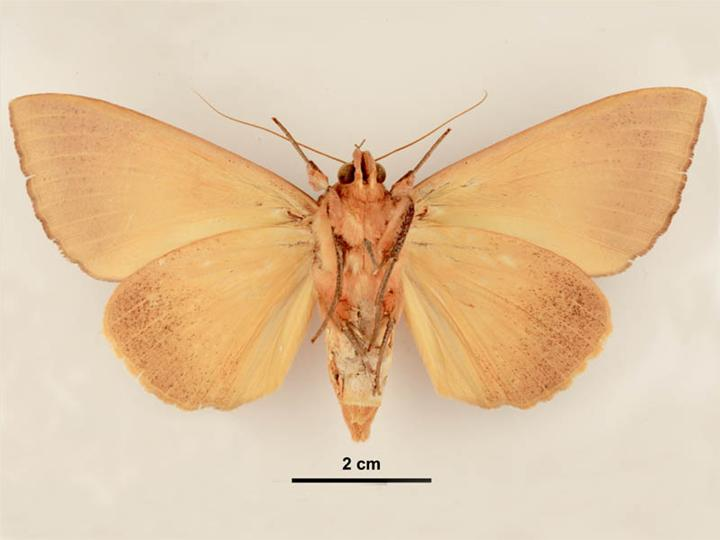
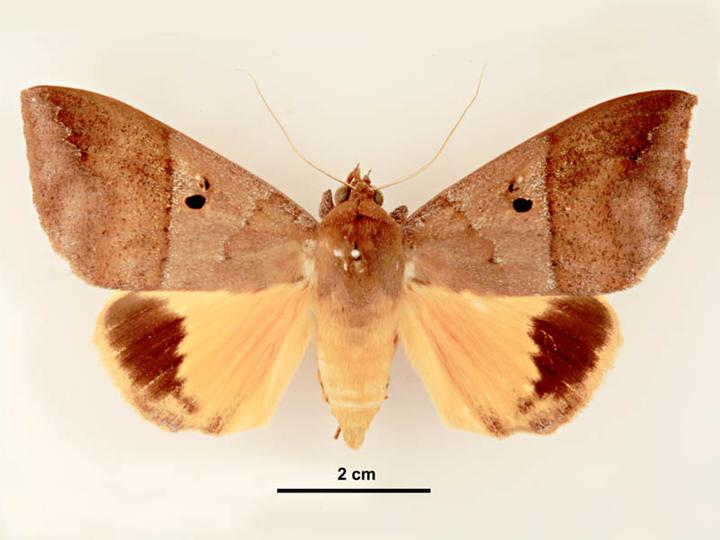
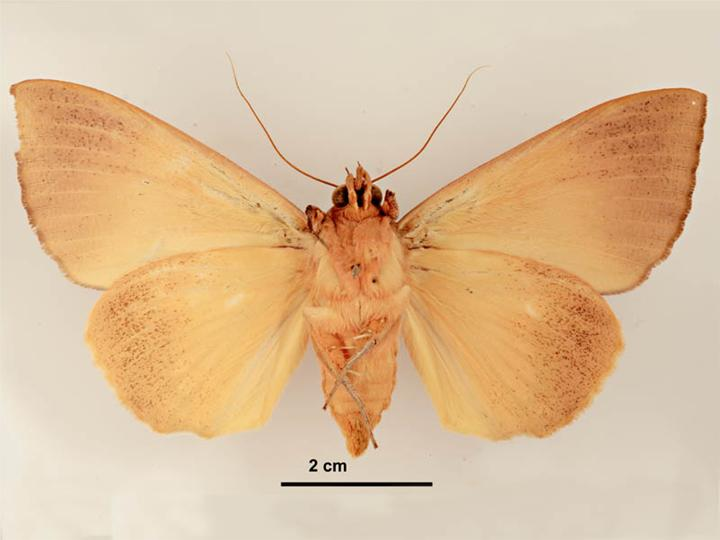
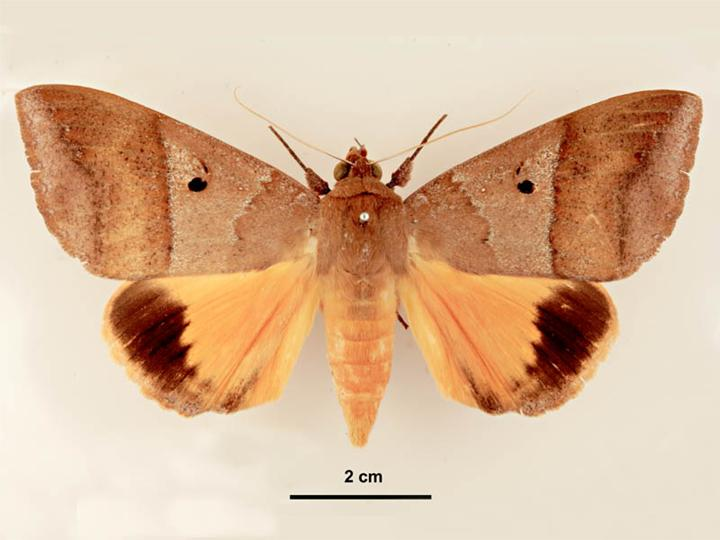